# Конвой SO-705 (липень 1943)
Конвой SO-705 (липень 1943 року) — японський конвой часів Другої світової війни, проведення якого відбувалось у липні 1943 року.
Конвой сформували на Палау (важливий транспортний хаб на заході Каролінських островів) для проведення групи транспортних суден до Рабаула — головної передової бази в архіпелазі Бісмарка, з якої провадились операції на Соломонових островах та сході Нової Гвінеї.
До складу конвою SO-705 увійшли транспорти «Мексико-Мару», «Кайо-Мару», «Ходзугава-Мару», «Нігіцу-Мару» та «Гавр-Мару» (Havre Maru). Ескорт складався з мисливців за підводними човнами CH-37, CH-38 та CH-39.
17 липня 1943 року судна вийшли з Палау та попрямували на південний схід. У цей період на комунікаціях архіпелагу Бісмарка ще не діяла американська авіація, проте була наявна значна загроза зі сторони підводних човнів. Утім, конвой SO-705 успішно прибув 24 липня до Рабаула.
Можна відзначити, що до кінця року, у серпні та грудні 1943 року, між Палау та Рабаулом пройдуть ще два конвої з таким саме ідентифікатором SO-705.